# Antoine Truchon
Antoine Truchon (* 30. Dezember 1990) ist ein ehemaliger kanadischer Snowboarder. Er startete in den Disziplinen Slopestyle und Big Air.

## Werdegang
Truchon nahm von 2009 bis 2018 an Wettbewerben der TTR World Snowboard Tour teil. Dabei holte er im Februar 2009 national beim AXIS Slopestyle in Mont Saint Sauveur seinen ersten Sieg. Bei den New Zealand Winter Games im August 2011 in Cardrona belegte er im Big Air Wettbewerb und im Slopestyle den zweiten Platz. Sein erstes FIS-Weltcuprennen fuhr er im Oktober 2011 in London, welches er auf dem 29. Platz im Big Air beendete. Bei den Snowboard-Weltmeisterschaften 2012 in Oslo kam er auf den 30. Platz im Slopestyle. Im Februar 2012 holte er im Big Air Wettbewerb in Stoneham seinen ersten FIS-Weltcupsieg. Bei The Shred Show in Whistler belegte er den zweiten Platz im Big Air und den ersten Rang im Slopestyle. Zu Beginn der Saison 2012/13 siegte er im Slopestyle beim Stylewars in Falls Creek und erreichte den zweiten Platz bei der Big-Air-Veranstaltung freestyle.ch in Zürich. Es folgten ein dritter Platz im Big Air beim FIS-Weltcuprennen in Stoneham und ein Sieg beim Toyota Big Air in Sapporo. Die Saison beendete er auf dem fünften Rang in der Tour-Big Air Wertung. Im September 2013 gewann er beim freestyle.ch in Zürich. Beim Snowboard Jamboree 2014 in Stoneham wurde er Dritter im Big Air. Im März 2015 kam er im Slopestyle bei der Poney Session in St. Lary auf den zweiten Rang. Nach Platz sieben beim Air & Style in Peking zu Beginn der Saison 2016/17, wurde er Zweiter im Big Air beim Weltcup in Moskau und siegte im Slopestyle bei den Banana Open in Jilin. Im März 2018 errang er beim Weltcup in Québec den dritten Platz im Big Air.